# Поворот (фильм, 1978)
«Поворо́т» — советский художественный фильм 1978 года, психологическая драма режиссёра Вадима Абдрашитова.

## Сюжет
Пара молодожёнов Виктор и Наталья Веденеевы возвращаются в Москву после круиза по Чёрному морю. Молодой талантливый учёный-биолог Виктор Веденеев за рулём автомобиля «Жигули» сбивает старушку. Она умирает в больнице. Веденеев находится под следствием и дает подписку о невыезде. Под угрозой его свобода, будущее, защита докторской диссертации. Супруги стараются поддерживать друг друга и найти разные варианты избежать наказания в очень неоднозначной ситуации, где обвиняемый мог оказаться лишь жертвой обстоятельств. Постепенно герой, разрываемый противоречиями - убежденностью в собственной невиновности и угрызениями совести, смиряется и принимает свою участь, он психологически готов ответить за содеянное. Суд оправдывает Виктора на основании заключения экспертизы.

## В ролях
- Олег Янковский — Виктор Веденеев
- Ирина Купченко — Наташа Веденеева
- Олег Анофриев — адвокат Веденеева
- Наталья Величко — следователь
- Александр Кайдановский — врач
- Юрий Назаров — Виктор Королёв, сын погибшей
- Виктор Проскурин — Кобозев, водитель
- Анатолий Солоницын — Константин Королёв, сын погибшей
- Михаил Дадыко — Андрей Васильевич, профессор
- Олимпиада Калмыкова — мать Веденеева
- Наталья Малявина — Альбина
- Любовь Стриженова — Зина
- Сергей Полежаев — Игорь Никитин, прокурор
- Алексей Преснецов — Королёв
- Николай Смирнов — Альберт Королёв, сын погибшей
- Александр Бородянский — сотрудник института

## Съёмочная группа
- Автор сценария: Александр Миндадзе
- Режиссёр: Вадим Абдрашитов
- Оператор: Элизбар Караваев
- Художник: Владимир Коровин
- Композитор: Владимир Мартынов